# Paula Marosi
Paula Marosi (Budapest, 3 de noviembre de 1936-Budapest, 4 de marzo de 2022) fue una deportista húngara que compitió en esgrima, especialista en la modalidad de florete.
Participó en dos Juegos Olímpicos de Verano en los años 1964 y 1968, obteniendo dos medallas, oro en Tokio 1964 y plata en México 1968. Ganó dos medallas en el Campeonato Mundial de Esgrima, en los años 1962 y 1966.

## Palmarés internacional
| Juegos Olímpicos   | Juegos Olímpicos          | Juegos Olímpicos | Juegos Olímpicos    |
| Año                | Lugar                     | Medalla          | Prueba              |
| ------------------ | ------------------------- | ---------------- | ------------------- |
| 1964               | Tokio (Japón)             | Medalla de oro   | Florete por equipos |
| 1968               | Ciudad de México (México) | Medalla de plata | Florete por equipos |
| Campeonato Mundial |                           |                  |                     |
| Año                | Lugar                     | Medalla          | Prueba              |
| 1962               | Buenos Aires (Argentina)  | Medalla de oro   | Florete por equipos |
| 1966               | Moscú (URSS)              | Medalla de plata | Florete por equipos |